# Baronie Breda Classic
La Baronie Breda Classic (anomenat també Rabo Baronie Breda Classic) era una competició ciclista que es disputà al municipi de Breda (Països Baixos) entre el 2009 i el 2014. Formà part de l'UCI Europa Tour.

## Palmarès
| Any  | Vencedor          | Segon              | Tercer              |
| ---- | ----------------- | ------------------ | ------------------- |
| 2009 | Marco Bos         | Sierk-Jan de Haan  | Bart van Haaren     |
| 2010 | Wesley Kreder     | Sander Oostlander  | Raymond Kreder      |
| 2011 | Rene Hooghiemster | Jeroen Boelen      | Sierk-Jan de Haan   |
| 2012 | Jurrien Bosters   | Michael Vingerling | Dries Hollanders    |
| 2013 | Mike Teunissen    | Michael Vingerling | Bart van Haaren     |
| 2014 | Mike Teunissen    | Coen Vermeltfoort  | Sjoerd van Ginneken |